# حكاية ميرونغ ماهاوانغسا

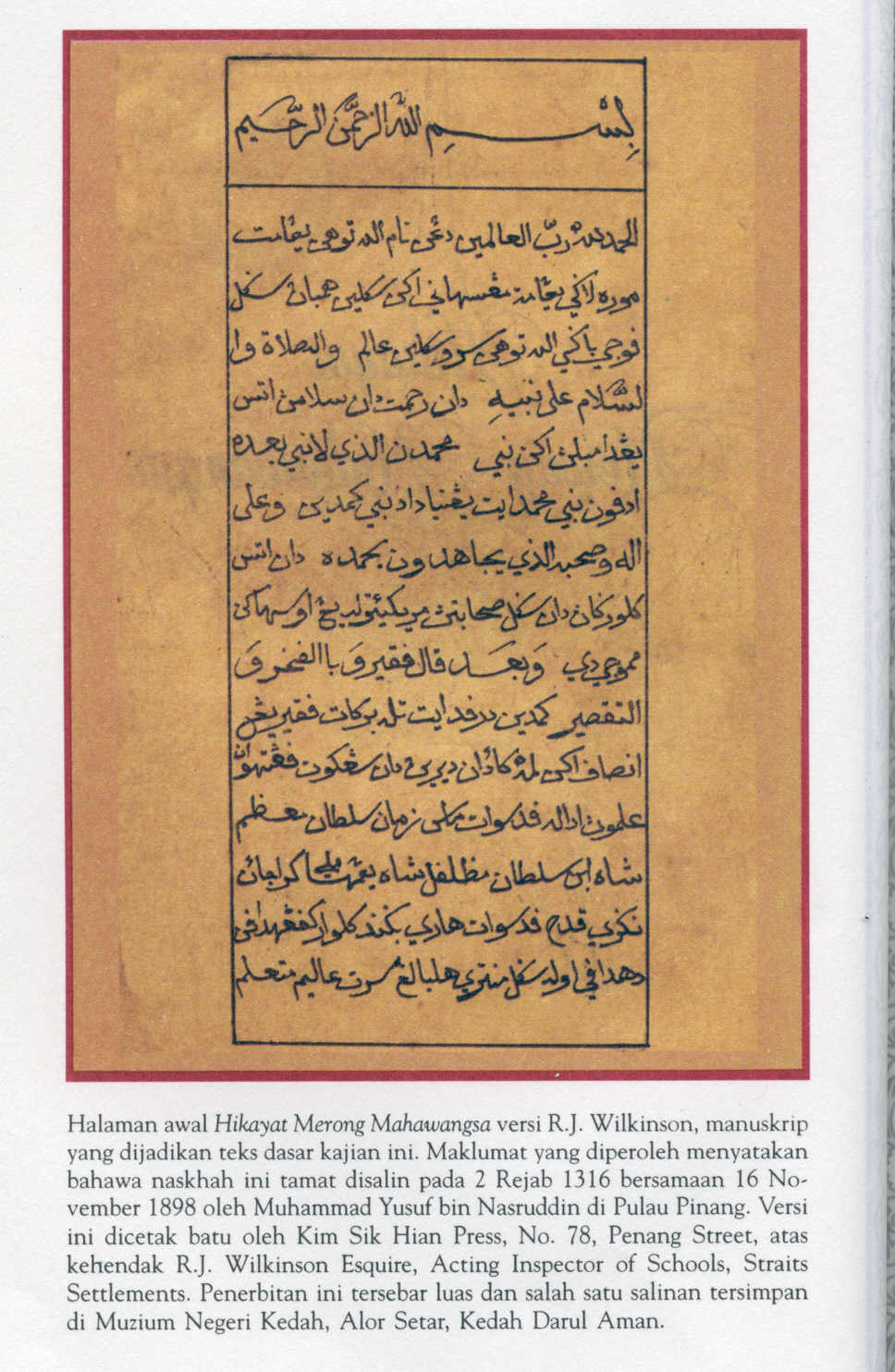
حكاية ميرونغ مهاوانغسا بأبجدية جاوي

حكاية ميرونغ ماهاوانغسا (Jawi : حكاية مروڠ مهاوڠسا)، والمعروفة أيضًا باسم سجلات قدح، هو عمل أدبي ماليزي يقدم سردًا رومانسيًا للتاريخ والحكايات المتعلقة بمملكة الملايو، مملكة قدح. يُعتقد أن العمل كُتب في أواخر القرن 10-11 وترجم في القرن التاسع عشر.  على الرغم من أنه يحتوي على حقائق تاريخية، إلا أن هناك أيضًا العديد من التأكيدات الخارقة في سجلاته. تراوحت الحقبة التي يغطيها النص من افتتاح «قدح» بواسطة ميرونغ ماهاوانغسا، الموصوف بأنه سليل ذو القرنين حتى قبول الإسلام.

## ملخص
يشرح الجزء الأول من القصة قصص الملوك وتأسيس ممالكهم بناءً على الأساطير أو الخرافات أو القصص الشعبية الخيالية، سواء كانت أصولها محلية أو متأثرة بعناصر هندوسية أو إسلامية. تحكي السجلات عن جد كل حكام قدح، راجا ميرونج ماهاوانجسا؛ ملك ليس له روابط عائلية بملك الرومان فحسب، بل يتمتع أيضًا بثقة شخصيات الإمبراطور.
تعرض الأسطول الملكي لـ ميرونغ ماهاوانغسا، وهو في طريقه للإبحار من روما إلى الصين، لهجوم مفاجئ من قبل طائر الفينيق الأسطوري العملاق المسمى جارودا. لقد اصطدم بشواطئ ما يعرف الآن بقدح. هناك، أسس دولة تدعى لانغكاسوكا/ Langkasuka (Langkha تعني «الأرض المتألقة» باللغة السنسكريتية، بينما " sukkha" تعني «الفرح» أو «السعادة») وأصبح ملكها. عاد إلى روما بعد تنصيب ابنه راجا ميرونج مهابوديسات. غيرت لانغكاسوكا اسمها في النهاية إلى قدح زامين توران.
مسترشداً بالنصيحة التي قدمها والده، قام مهابوديسات فيما بعد بتقسيم المملكة إلى ثلاثة؛ مملكة سيام لابنه الأكبر، مملكة فيرق إلى ابنه الثاني ومملكة فطاني إلى ابنه الأصغر. خَلَفَ الابن الأصغر والدهم كملك قدح بلقب راجا سيري ماهاوانغسا. بدأ راجا سيري ماهاوانغسا تقليد إرسال «أزهار من الذهب والفضة» كهدايا إلى الملك السيامي في كل مرة يولد فيها ولداً.
يتوفى راجا سيري ماهاوانغسا متأثرا بانكسار قلبه مع ابنه الذي لم يطيع الأمر. خلفه ابنه بلقب راجا سيري إندراوانغسا. التالي في الترتيب كان نجل إندراوانغسا راجا أونغ ماها بيريتا ديريا، المعروف أيضًا باسم راجا بيرسيونغ، أو الملك ذو الأنياب. عندما أطيح بالملك من قبل رعاياه بسبب شره، توج ابنه بلقب راجا فرا أونغ ماهبوديسات. خلف فرا أونغ ماهابوديسات ابنه، راجا فرا أونج ماهاوانجسا، الذي اعتنق الإسلام فيما بعد. غير الشيخ عبد الله يماني مظفر اسمه إلى السلطان مظفر شاه.
تصف السجلات السنوية أيضًا العلاقات التجارية لإمبراطورية شولا مع قدح، حيث ترسل سلطنة قدح جزية إلى الإمبراطورية كل عام وبعدها إلى سيام. لا يزال بإمكاننا العثور على التمثال العتيق والإله لسلالة شولا في قدح. عائلة قدح المالكة التي تحكم حتى يومنا هذا تتبع أنسابها تعود إلى فرا أونج ماهاوانجسا، وبالتالي ميرونغ ماهاوانغسا.

## أحفاد ميرونغ ماهاوانغسا
فيما يلي قائمة الحكام الثمانية لانغكاسوكا وميرونج ونسله، وفقًا لسجلات كيدا:
- راجا ميرونج ماهاوانجسا : حاكم من روما استقر لاحقًا في وادي بوجانغ وأسس مملكة لانغاسوكا. يقال أنه من نسل الإسكندر الأكبر. كان لميرونج ثلاثة أبناء، ميرونج مهابوديسات، وغانجيل سارجونا، وسيري ماهاوانجسا، وابنة، راجا بوتيري، وهي ثاني أصغر أفراد العائلة. وخلفه لاحقًا ابنه الأكبر، ميرونج مهابوديسات. ثم غادر ميرونج إلى روما، تاركًا ابنه حاكم لانغكاسوكا.
- راجا ميرونج ماهابوديسات : أصبح ملك لانغكاسوكا بعد أن عاد والده ميرونج ماهاوانجسا إلى روما. كان الابن البكر. تقول الأساطير أنه كان أيضًا أول ملوك سيام.
- راجا جانجي سارجونا : توج ملكا بعد وفاة أخيه. كان ثاني أكبر أبناء العائلة. أسس مملكة جانجا نيجارا.
- راجا بوتيري (بالإنجليزية، King Princess): أصبحت ملك لانغكاسوكا بعد وفاة شقيقها جانجيل سارجونا. هي الابنة الصغرى في الأسرة. كانت أيضًا أول حاكمة لباتاني.
- راجا سيري ماهاوانجسا : أصبح ملك لانغكاسوكا بعد وفاة أخيه جانجيل سارجونا.
- راجا أونج ماها بيريتا ديريا : هو ابن راجا سيري مها إندراوانجسا، وهو حفيد راجا ميرونج ماهاوانجسا. كان والده متزوجًا من غول. وقد أطلق عليه لقب «راجا بيرسيونج» أو الملك ذي الأنياب بسبب سلوكه الآدمي في شرب دم الإنسان. كان خليفة راجا سيري مها إنديراوانجسا، ولكن بسبب سلوكه، لم يكن أمام وزراء المملكة من خيار سوى الثورة ضده. هرب إلى جبل جراي، حيث ظل مختبئًا لفترة طويلة وأنجب فيما بعد ابنًا يُدعى فرا أونج مابوديسات. عاش ابنه، دون علمه بنسبه الملكي، في قرية والدته قبل استدعائه إلى القصر وكشف هويته. تمت قراءة قصة «راجا بيرسيونج» كرمز لنظام ما قبل الإسلام.[4] [5]
- الملك فرا أونغ ماهابوديسات : بعد وفاة سيري ماهاوانغسا، احتاج لانغكاسوكا إلى خليفة له دم ملكي. تُوج فرا أونج مهابوديست ملكًا بعد وفاة والده.
- سلطان مظفر شاه، فرا أونج ماهاوانجسا : كان الابن الوحيد لفرا أونج ماهابوديسات. كان في الأصل هندوسيًا، ولكن عندما جاء الإسلام لأول مرة إلى شبه جزيرة الملايو، أصبح مسلمًا، وغير اسمه إلى السلطان مظفر شاه، ومملكة لانغكاسوكا إلى سلطنة قدح.

## في الثقافة الشعبية
KD_Mahawangsa هي سفينة تابعة للبحرية الملكية الماليزية تم تسميتها على شرف الملك الأول.
كان فيلم Raja Bersiong فيلمًا بلغة الملايو عام 1968 يستند إلى أسطورة الملك السادس وأكل لحوم البشر المزعوم.
أنتج KRU Studios فيلم مغامرات ملحمي لعام 2011 يستند إلى الأسطورة أيضًا بعنوان حكاية ميرونغ ماهاوانغسا (المعروف أيضًا باسمه الدولي The Malay Chronicles: Bloodlines)، من إخراج يسري عبد الحليم.

## أنظر أيضا
- قائمة حكايات الملايو
- حكاية هانغ تواه
- سيجارا ملايو
- سلطنة قدح

## روابط خارجية
- Hikayat ميرونغ ماهاوانغسا - مخطوطة في Universiti Kebangsaan Malaysia